# Facteur associé aux récepteurs de TNF
Les facteurs associés aux récepteurs de facteurs de nécrose tumorale, ou facteurs associés aux récepteurs de TNF (TRAF), sont une famille de protéines impliquées en premier lieu dans la régulation de l'inflammation, de la réponse aux infections virales et de l'apoptose,.
En avril 2020, on connaissait en tout sept protéines TRAF chez les mammifères : TRAF1, TRAF2, TRAF3, TRAF4 (en), TRAF5 (en), TRAF6, et TRAF7 (tt).
Hormis la protéine TRAF7, les protéines TRAF présentent une structure secondaire relativement conservée comprenant un domaine C-terminal dit « TRAF » qui intervient dans les interactions avec les autres composants de signalisation comme les récepteurs de TNF transmembranaires et la protéine CD40.